# 嘉露蓮娜·庫高娃
嘉露蓮娜·庫高娃（捷克語：Karolína Kurková，1984年2月28日—），捷克超級名模。

## 生平
嘉露蓮娜的父親是籃球員，母親是銀行經理。在學校時，嘉露蓮娜常因高個子而被取笑。她從7歲開始練習體操，直到13歲。
14歲時，嘉露蓮娜班上的朋友為她拍下了一組照片，在她不知情的情況下將這組照片發給布拉格的模特兒公司，她因而獲得了入行的邀約。後來，她到了米蘭，見到了繆西婭·普拉達，簽下Prada/Miu Miu的專屬模特合同。2001年，她成為美國版《Vogue》雜誌當時歷史上最年輕的封面模特，雜誌總編安娜·溫特點名她會成為「下一個超級模特兒」，她也因此而聲名大噪。

## 外部連結
- 嘉露蓮娜·庫高娃的Facebook專頁
- 嘉露蓮娜·庫高娃的Instagram帳戶

| 前任： 吉賽兒·邦臣 | 超級名模世界排名歷年第一位 2001-2003 | 繼任： 莉雅·琦比德 |